# Улица Космонавта Волкова (Калуга)
Улица Космонавта Волкова — улица в исторической части Калуги, проходит параллельно руслу Оки от улицы Циолковского до Яченской набережной. Одна из границ сквера имени Волкова. Протяжённость улицы около 500 м.
Популярный туристический маршрут — в районе улицы находятся сквер Волкова, набережная Яченки, дом-музей Циолковского и музей космонавтики.

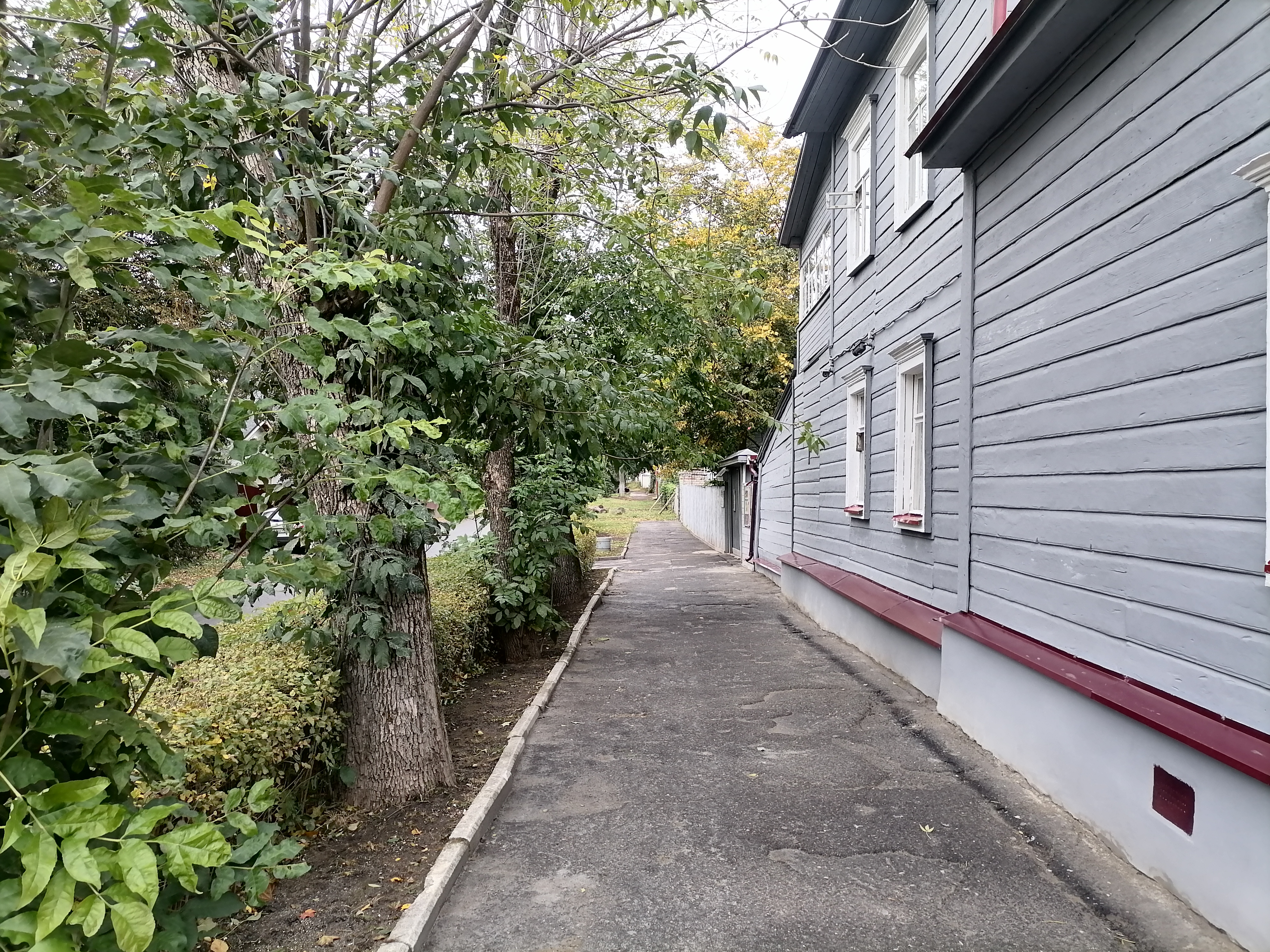
Пешеходная часть улицы

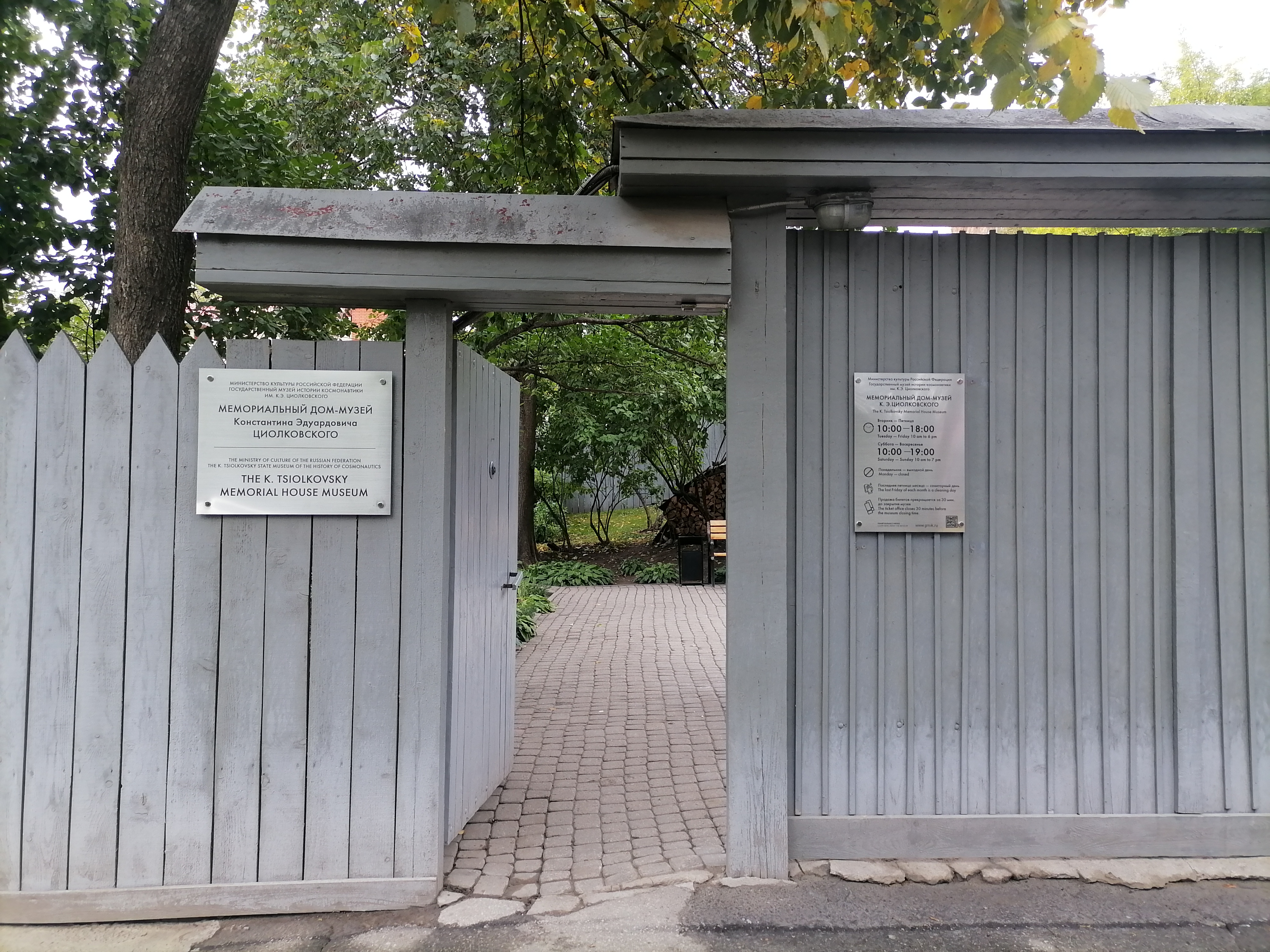
Вход в Музей Циолковского

## История
Историческое название — Черновский переулок. В середине XVIII века в районе улицы работал купоросный завод купца Карасёва, в XIX веке — салотопенный завод И. А. Чернова. На улице в 1894 году дом, пришедший в аварийное состояние, приобрёл Н. В. Унковский и радикально перестроил его, придав оригинальный вид фасад, а также благоустроил усадьбу.
С установлением советской власти улица получила имя Рошаля, затем стала Совхозной.
Современное название улице дано в память советского космонавта В. Н. Волкова (1935—1971), почётного гражданина Калуги, трагически погибшего при спуске с орбиты космического корабля «Союз-11», мемориальная доска улицы установлена на д. 15. Выбор этого района для такого наименования улицы объясняется близкой его расположенностью к Музею космонавтики. 
В 1985 году был открыт сквер имени Волкова (Парк дружбы народов)
Улица благоустраивается

## Достопримечательности
дом-музей К. Э. Циолковского
Арка ХХХ-летия
д. 5 — Дом Унковских (1796)
д. 5Б — Жилой дом (конец XVIII века)

## Известные жители
д. 5 — городской голова Иван Борисов, в этом доме в 1802 году останавливался инкогнито приехавший в город Г. Державин.